# Premios Esland
Los Premios Ésland (acrónimo de España (Es), Latinoamérica (La) y Andorra (And)) son una entrega de premios anual otorgados por el youtuber y streamer español David Cánovas «TheGrefg», para reconocer a la creación de contenido en streaming de la comunidad hispanohablante. 
El propio David calificó este acontecimiento como «el proyecto más importante de su vida» y declaró que los Coscu Army Awards, premios otorgados por el streamer argentino Martín Pérez «Coscu», sirvieron de inspiración para la creación de los Ésland.

## Ediciones
Las localizaciones en las que se celebran las diferentes ediciones de estos premios van rotando entre las regiones que participan en dichos premios. Como su acrónimo lo dice, sus ediciones se han realizado en España (primera entrega), México (segunda entrega) y Andorra (tercera entrega). Se celebran anualmente a principios de año, siendo el proceso de selección de nominaciones y ganadores en el tramo final del año anterior.
Tras finalizar los Esland 2024 David anunció que los próximos premios estaban cerca de celebrarse en El Salvador. Sin embargo, en julio de ese mismo año, comentó que los premios le estaban suponiendo pérdidas económicas y dejó caer la posibilidad de que no hubiera más ediciones.
| N.º | Fecha                 | Recinto                       | Ciudad                    | Más nominaciones | Más premios                       |
| --- | --------------------- | ----------------------------- | ------------------------- | ---------------- | --------------------------------- |
| 1   | 17 de enero de 2022   | Palacio de la Música Catalana | Barcelona, España         | Ibai Llanos (9)  | Ibai Llanos (4)                   |
| 2   | 29 de enero de 2023   | Auditorio Nacional            | Ciudad de México, México  | Ibai Llanos (10) | Gerard Romero (2) Ibai Llanos (2) |
| 3   | 16 de febrero de 2024 | Polideportivo de Andorra      | Andorra la Vieja, Andorra | Ibai Llanos (10) | AuronPlay (2) IlloJuan (2)        |

## Categorías
| Categoría                    | 2022 | 2023 | 2024 |
| ---------------------------- | ---- | ---- | ---- |
| Streamer del año             | Sí   | Sí   | Sí   |
| Streamer revelación          | Sí   | Sí   | Sí   |
| Streamer IRL del año         | Sí   | Sí   | Sí   |
| Streamer promesa del año     | No   | No   | Sí   |
| Mejor variety streamer       | No   | No   | Sí   |
| Mejor serie de contenido     | Sí   | Sí   | Sí   |
| Mejor miniserie de contenido | No   | Sí   | Sí   |
| Evento del año               | Sí   | Sí   | Sí   |
| Mejor trayectoria            | Sí   | Sí   | Sí   |
| Talk show del año            | Sí   | Sí   | No   |
| Vtuber del año               | No   | Sí   | No   |
| Canción del año              | Sí   | Sí   | No   |
| Jägger del año               | Sí   | No   | No   |
| Caster del año               | Sí   | Sí   | No   |
| Mejor reportera de esports   | Sí   | No   | No   |
| Mejor cobertura informativa  | No   | Sí   | Sí   |
| Jugador de esports del año   | Sí   | Sí   | No   |
| Roleplayer del año           | Sí   | Sí   | Sí   |
| Baile del año                | Sí   | Sí   | No   |
| Enfadado/a del año           | Sí   | Sí   | Sí   |
| Fail del año                 | Sí   | Sí   | No   |
| Clip del año                 | Sí   | Sí   | Sí   |

## Palmarés
| Nominado         | Premios | Categorías |  |
| ---------------- | ------- | --- |  |
| Ibai Llanos      | 7       | Streamer del año 2022, Evento del año 2022, Canción del año 2022, Fail del año 2022, Streamer del año 2023, Evento del año 2023, Evento del año 2024 |  |
| AuronPlay        | 4       | Mejor serie de contenido 2022, Mejor miniserie de contenido 2023, Mejor miniserie de contenido de 2024, Mejor serie de contenido 2024                |  |
| Gerard Romero    | 2       | Clip del año 2023, Mejor cobertura informativa 2023                                                                                                  |  |
| Jordi Wild       | 2       | Talk show del año 2022, Talk show del año 2023 |  |
| Kidi             | 2       | Streamer IRL del año 2022, Streamer IRL del año 2023                                                                                                 |  |
| ElXokas          | 2       | Streamer revelación 2022, Enfado del año 2024 |  |
| Agente Maxo      | 2       | Roleplayer del año 2022, Roleplayer del año 2024 |  |
| Komanche         | 2       | Mejor miniserie de contenido 2023, Mejor miniserie de contenido 2024                                                                                 |  |
| IlloJuan         | 2       | Mejor variety streamer del año 2024, Streamer del año 2024                                                                                           |  |
| Spreen           | 1       | Streamer revelación 2023 |  |
| El Ded           | 1       | Mejor serie de contenido 2023 |  |
| Rubius           | 1       | Mejor miniserie de contenido 2023 |  |
|                  |         | |  |
| JuanSGuarnizo    | 1       | Roleplayer del año 2023 |  |
| Mixwell          | 1       | Jugador/a de esports del año 2022 |  |
| Jelty            | 1       | Jugador/a de esports del año 2023 |  |
| Kaquka           | 1       | Caster del año 2022 |  |
| Vicky Palami     | 1       | Caster del año 2023 |  |
| Papi Gavi        | 1       | Baile del año 2022 |  |
| Carreraaa        | 1       | Baile del año 2023 |  |
| Sergio Agüero    | 1       | Clip del año 2022 |  |
| Agustin51        | 1       | Enfado del año 2022 |  |
| Luzu             | 1       | Enfado del año 2023 |  |
| Fernanfloo       | 1       | Mejor Trayectoria 2022 |  |
| Germán Garmendia | 1       | Mejor Trayectoria 2023 |  |
| Cristinini       | 1       | Reportero/a de esports del año 2022 |  |
| Míster Jägger    | 1       | Jägger del año 2022 |  |
| ZilverK          | 1       | Vtuber del año |  |
| Lucas Requena    | 1       | Canción del año 2022 |  |
| OrtoPilot        | 1       | Canción del año 2022 |  |
| Robleis          | 1       | Canción del año 2023 |  |
| Manute           | 1       | Fail del año 2023 |  |
| Guanyar          | 1       | Clip del año 2024 |  |
| Llunaclark       | 1       | Streamer IRL del año 2024 |  |
| Davoo Xeneize    | 1       | Mejor cobertura informativa 2024 |  |
| Paaulacg_        | 1       | Streamer promesa del año 2024 |  |
| xCry             | 1       | Streamer revelación del año 2024 |  |

### Esland por país
| País        | Premios |
| ----------- | ------- |
| España      | 36      |
| Argentina   | 6       |
| México      | 3       |
| El Salvador | 3       |
| Chile       | 1       |
| Reino Unido | 1       |
| Colombia    | 1       |

## Polémicas
El 19 de enero de 2022 se viralizó un clip del streamer Folagor, quien muestra su desacuerdo sobre los nominados en la categoría «roleplayer del año». La controversia se hizo tendencia en Twitter a raíz de otro clip, donde expresó que la streamer Biyín «se hizo famosa por ser la novia de AuronPlay». Diferentes streamers se pronunciaron sobre el tema en una transmisión, Folagor pidió disculpas y explicó que el clip sobre Biyín estaba «sacado de contexto» y, aún manteniendo su opinión, recalcó que «deberían de haber sido otras personas las que tendrían que haber estado nominadas».
En octubre de 2022, a raíz del anuncio de que la segunda edición tendría lugar en la Ciudad de México, se ocasionó una polémica por comentarios de streamers, principalmente AuronPlay y el Rubius, mostrando su disconformidad con dicha localización y negaron su asistencia. Los comentarios de ambos streamers españoles no fueron bien recibidos por la audiencia mexicana, lo que generó una caída en el número de seguidores de dichos streamers.
En la segunda entrega de los premios se hizo viral la nominación de Follacamiones24 en la categoría «baile del año». Esta viralidad inicial, debido a peculiar nombre, devino posteriormente en polémica ya que Follacamiones24 no era un creador de contenido reconocido, si no más bien un usuario asiduo de la plataforma Twitter.
Una de las polémicas que rodearon la tercera edición de los Esland fue su propia ubicación. Andorra fue elegida como sede, y se escogieron los días 16 y 17 de febrero para los eventos. La "alfombra roja"  tendría lugar el 16, y la entrega de premios como tal el día 17. Ambos eventos estaban previstos realizarse en el polideportivo de Andorra, recinto aledaño al estadio nacional de Andorra. Sin embargo, un partido local del FC Andorra el día 17 obligaba a realizar ambos eventos solamente el día 16. TheGrefg mostró su frustración con las partes implicadas en dicho cambio de fecha. A esta polémica se le han de sumar otras dos que marcaron profundamente los Esland 2024, la venta de entradas y la ausencia de importantes streamers. Anteriormente al cambio de fechas, TheGrefg tuvo dificultades a la hora de vender las entradas para el evento, ya que apenas se llenaba el polideportivo, así que se recurrió a bajar el precio para poder completar el aforo. Por otro lado, la ausencia de ciertos streamers de influencia como El Rubius o Ibai debilitaron la gala. 